# Collari d'oro al merito sportivo 2016
La cerimonia di premiazione dei collari d'oro al merito sportivo del 2016 si è svolta il 19 dicembre 2016 nella Sala delle Armi del Parco del Foro Italico, salone d'onore del Comitato olimpico nazionale italiano, in diretta televisiva su Rai2. Erano presenti, tra gli altri, il Ministro dello Sport, Luca Lotti, il Presidente del CONI, Giovanni Malagò, il Presidente del CIP, Luca Pancalli. Ospiti particolari: Gianluigi Buffon e Francesca Porcellato.
I premi sono stati assegnati ai Campioni Olimpici e Paralimpici di Rio 2016, oltre ad alcuni uomini di sport, personalità e società che si sono particolarmente distinti nel corso della loro carriera. Sono state consegnate anche le Palme d'Oro al merito tecnico agli allenatori dei campioni olimpici e paralimpici.
Il CONI, in questa circostanza, ha voluto insignire del Collare d'oro al Merito sportivo anche il Presidente Emerito della Repubblica Italiana Giorgio Napolitano e il dirigente Francesco Ricci Bitti.

## Collari d'oro al merito sportivo

### Atleti
- Atletica: Gianmarco Tamberi (Campione Mondiale indoor Salto in Alto);
- Ciclismo: Elia Viviani (Oro Olimpico corsa su pista-Omnium),
- Motociclismo: Kiara Fontanesi (Campionessa Mondiale 2015 Motocross - Assente nella scorsa cerimonia);
- Pugilato: Giovanni De Carolis (Campione Mondiale WBA, Pesi Supermedi);
- Scherma: Daniele Garozzo (oro olimpico nel fioretto individuale),
- Tiro a Segno: Niccolò Campriani (oro olimpico carabina 10 metri e carabina 3 posizioni);
- Tiro a Volo: Diana Bacosi (oro olimpico nello skeet), Gabriele Rossetti (oro olimpico nello skeet), Jessica Rossi (Fossa Olimpica);

### Atleti paralimpici
- Atletica; Martina Caironi (oro paralimpico nei 100 m. T42), Assunta Legnante (oro paralimpico getto del peso F12);
- Ciclismo: Alex Zanardi (Oro paralimpico handbike cronometro H5 e Mixed Team Relay), Vittorio Podestà (oro paralimpico handbike cronometro H3 e Mixed Team Relay), Luca Mazzone (oro paralimpico handbike cronometro H2 e Mixed Team Relay), Paolo Cecchetto (oro paralimpico handbike corsa su strada in linea individuale H3);
- Nuoto: Federico Morlacchi (oro paralimpico 200 misti - SM9), Francesco Bocciardo (oro paralimpico 400 sl - S6);
- Scherma: Beatrice Vio (oro paralimpico nel fioretto individuale cat.B);

### Personalità
- Giorgio Napolitano;
- Francesco Ricci Bitti;

### Società sportive
- Società Ginnastica Pavese ASD,
- Verbano Yacht Club ASD,
- Vela Nuoto Ancona ASD,
- Circolo Canottieri Pro Monopoli ASD,
- Tennis Club Napoli ASD,
- Gruppo Sportivo Forestale,
- Torino Football Club Spa.

### Palma d'oro al Merito tecnico
- Ciclismo: Davide Cassani, Marco Villa ed Edoardo Salvoldi;
- Judo: Pierangelo Toniolo;
- Nuoto: Cesare Butini;
- Scherma: Fabio Maria Galli;
- Tiro a Volo: Celso Giardini e Bruno Rossetti;
- Atletica Leggera paralimpica: Nadia Checchini e Alessandro Kuris;
- Ciclismo paralimpico: Fabrizio Di Somma;
- Nuoto Paralimpico: Massimiliano Tosin e Luca Puce;
- Scherma paralimpica: Federica Berton.

### Trofeo CONI 2016
- Comitato Regionale CONI Veneto